# Sigerslev
Sigerslev – miasto w Danii, w regionie Zelandia, w gminie Stevns.